# Tarsotinthia albogastra
Tarsotinthia albogastra is een vlinder uit de familie wespvlinders (Sesiidae), onderfamilie Tinthiinae.
Tarsotinthia albogastra is voor het eerst wetenschappelijk beschreven door Arita & Gorbunov in 2003. De soort komt voor in het Oriëntaals gebied.